# 5,5-二甲基-1,3-环己二酮
5,5-二甲基-1,3-环己二酮（Dimedone），白色至绿黄色菱状或针状结晶，难溶于水，溶于乙醇、甲醇、氯仿、乙酸、苯和50％醇水溶液。用作醛的鉴定试剂，也用于有机合成，可用作有机并环杂环化合物的合成原料。
其他名称：二甲基环己二酮、二甲基二氢间苯二酚、双甲酮、达米东、哒咪酮、醛试剂、待米酮、地麦冬、双美酮。

## 合成
由异丙叉丙酮（4-甲基-3-戊烯-2-酮）与丙二酸二乙酯在醇钠催化下缩合制得。
这个反应产率很高。首先是丙二酸酯的负离子与异丙叉丙酮发生共轭加成，然后生成的酮烯醇化，进攻一个酯基环化，最后在氢氧化钾水溶液作用下另一个酯基水解、脱羧得到5,5-二甲基-1,3-环己二酮。

## 性质
干燥的结晶性质稳定，但水溶液置于暗处时仍然很容易分解或被氧化。
5,5-二甲基-1,3-环己二酮可以与醛类形成不溶性的缩合物，而且与不同的醛生成的缩合物熔点不同，与酮类则没有这个性质。这个性质可用于醛类的鉴定。
溶液中与共轭烯醇形式形成互变异构。遇三氯化铁溶液呈红色。氯仿溶液中酮：烯醇比例约为2:1。
固态5,5-二甲基-1,3-环己二酮为烯醇式的分子以氢键相连的链状结构，如下图：